# Hibridno električno vozilo
Hibridno električno vozilo (HEV) tip je hibridnog vozila koje za pogon koristi kombinaciju tradicionalnog motora s unutarnjim izgaranjem (motor SUI) i elektromotora. Električni pogon se koristi radi smanjenja emisije ugljikova dioksida (CO2) ili želje za boljim performansama vozila. Moderna hibridna električna vozila koriste tehnologije poput regenerativnog kočenja, koje pretvara kinetičku energiju vozila u električnu energiju za punjenje baterija, radi poboljšavanja učinkovitosti. Neke vrste koriste motor SUI za pokretanje električnog generatora koji puni baterije ili je direktno spojen na elektromotor (motor-generator kombinacija). Postoji i start-stop sustav koji reducira emisiju stakleničkih plinova isključivanjem motora SUI kada njegov rad nije potreban, a zatim ga ponovno pušta u pogon.
HEV općenito proizvodi manje štetnih plinova od vozila slične veličine koja su pogonjena isključivo motorima na fosilna goriva ili biomasu jer su njihovi motori SUI manjih dimenzija. Uz to, ako ne služe za direktni pogon, mogu se podesiti da rade s najvećom učinkovitošću što pobošljšava daljnju iskoristivost goriva.
Najzastupljeniji su hibridni električni automobili iako postoje autobusi i kamioni.

## Klasifikacija

### Pogonski sustavi
- Paralelni hibrid - Sadrži motor SUI i elektromotor koji su spojeni paralelno na pogonsko vratilo i mogu ga zajedno ili odvojeno pokretati. U prvom slučaju, brzine vrtnje motora jednake su brzini vrtnje pogonskoga vratila, a okretni momenti im se zbrajaju. Za vrijeme rada samo jednog od motora drugi mora biti u praznom hodu ili isključen preko spojke. Današnji paralelni hibridi koriste uglavnom motore SUI standardnih dimenzija i jedan manji elektromotor koji mu pomaže u vožnji na autocestama, te urbanim 'stop-and-go' uvjetima vožnje. Također, imaju manje pakete baterija koji se pune energijom kočenja ili motorom SUI kada on pokreće generator.To ih čini izrazito učinkovitima.[1] Primjeri paralelnih hibrida su Hondini Civic, Accord i Insight modeli, kao i General Motorsov Parallel Hybrid Truck (PHT) i hibridi s BAS Hybrid sustavom kao što su Saturn VUE, Aura Greenline i Chevrolet Malibu.

- Serijski hibrid - Pogonske kotače pogoni isključivo elektromotor kojemu nije potrebna transmisija i nije u mehaničkoj vezi s motorom SUI. Izoliranost motora SUI omogućuje njegov rad u optimalnom području s najmanjom potrošnjom goriva i korištenje po potrebi. Serijski hibridi imaju veće pakete baterija koji se pune pomoću motora SUI koji pokreće generator ili energijom kočenja (regenerativno kočenje).[1] Zbog toga su obično i skuplji. BMW i3 i Fisker Karma opremljeni Rrange extenderom primjeri su serijskih hibrida, dok je Chevrolet Volt u toj skupini, ali za brzine iznad 110 km/h ima mehaničku poveznicu s pogonskim kotačima. Wrightbus je proizveo autobuse Gemini 2 i New Routemaster koji su hibridi ove vrste. U avioindustriji, Siemens, Diamond Aircraft i EADS proizveli su zrakoplov DA36 E-Star koji je prvi puta poletio u lipnju 2013. koristeći ovaj pogonski sustav.

- Power-split ili serijsko-paralelni hibrid - Za dovođenje snage na pogonske kotače koristi se elektromotor pri manjim, a motor SUI pri većim opterećenjima i brzinama. Kontorlna jedinica određuje najbolji balans snaga da bi se ostvarila najučinkovitija vožnja. Pri tome, elektromotor i motor SUI mogu raditi potpuno odvojeno ili zajedno. Za vrijeme pogona i kada je to potrebno, motor SUI pokreće generator i proizvodi električnu energiju za punjenje baterija. Energija kočenja se također iskorištava. Motor SUI radi u optimalnom području i smanjuje emisiju ispušnih plinova za 80 do 90%, a ugljikov dioksid (CO2) za pola s obziorm na konvencionalna vozila.[2] Toyota Prius, najprodavaniji svjetski hibrid, je serijsko-paralelni (power-split) hibrid.

- Honda Insight Spectrumwhite, primjer paralelnog hibrida
- Serijski hibrid, Arriva NW Volvo Wrightbus Gemini Hybrid MX13 AEP
- Toyota Prius Prime je primjer serijsko-paralelnog hibrida

### Stupanj hibridizacije
- Micro hibrid - Striktno gledajući, micro hibridi nisu hibridna električna vozila jer se ne oslanjaju na dva različita izvora snage. Kod ovakve vrste hibrida postoji samo neka varijanta 'start-stop' sustava koja isključuje motor SUI kada vozilo usporava ili je prilikom mirovanja u praznom hodu.[3] Baterije su im manjih dimenzija jer služe samo za pokretanje motora, a pune se preko generatora kada motor SUI radi ili energijom kočenja.
- Full hibrid - Vrsta HEV-a koja za pogon koristi samo motor SUI, samo elektromotor ili njihovu kombinaciju. Baterija velikog kapaciteta osigurava čisti električni pogon. Ova vozila imaju odvojen dovod snage što im omogućuje veću fleksibilnost, ali su kompleksnija jer koriste elemente poput posebnog diferencijala koji uravnotežuje sile. Računalo nadgleda rad sustava i određuje kako izmiješati dva izvora snage s kojima raspolaže. Toyota Prius, Toyota Camry Hybrid, Ford Escape Hybrid/Mercury Mariner Hybrid, Ford Fusion Hybrid]], Ford C-Max Hybrid, Kia Optima Hybrid su primjeri ovakve vrste hibridizacije kao i General Motors 2-mode hybrid kamioni i terenci (SUV).
- Mild hibrid - Hibridi koji ne mogu voziti na čisti električni pogon jer imaju elektromotore male snage. Mild hibridi imaju samo neka od svojstava hibridne tehnologije i limitirani su što se tiče štednje goriva (do 15% prilikom urbane vožnje, 8 do 10% ukupnog ciklusa). To su uglavnom konvencijalna vozila s većim starter motorima koji omogućuju isključivanje motora SUI po potrebi za vrijeme mirovanja, kočenja ili kretanja, ali i njegovo brzo i efektivno pokretanje. Ti motori su uglavnom smješteni između motora SUI i transmisije, osiguravaju dodatnu energiju za pogon prilikom ubrzanja vozila, omogućavaju rad opremi kada je motor SUI isključen i rade poput generatora za vrijeme usporavanja i kočenja. Zbog manjih baterija i slabijih elektromotora proizvođači imaju prostor za smanjenje troška i mase vozila. Hondin first generation Insight je bio hibrid ove vrste, a njegov je sustav nazvan Integrated Motor Assist (IMA). Ovaj sustav je korišten u 2006 Civic Hybrid, kao i u Chevrolet Silverado Hybrid kamionetu. General Motors je svoju mild BAS Hybrid tehnologiju koristio u modelima poput Saturn Vue Green Line, Saturn Aura Greenline i Malibu Hybrid.

- 'Muscle' hibrid - Vrsta koja koristi elektromotor kao izvor dodatne snage umjesto povećanog dovoda goriva. Uglavnom se radi o full ili plug-in hibridima koji štede gorivo, ali više se teži povećanju brzine vozila nego učinkovitosti. Infiniti Q50 Hybrid, BMW-ov Active Hybrid3, McLaren P1, Ferrarijev LaFerrari i Porsche 918 Spyder su vozila kod kojih je upravo naglasak na brzini i pripradaju u ovu skupinu.

### Plug-in hibrid (PHEV)
Su hibridna električna vozila s punjivom baterijom koja se može puniti iz vanjskog električnog izvora preko utičnice. Plug-in hibrid može biti izveden i sa serijskim i s paralelnim pogonskim sustavom. Baterije su većeg kapaciteta i omogućuju veći domet, a kada se isprazne u pomoć priskače motor SUI koji pokreće generator. Glavna prednost im je što mogu postići značajne domete na čisti električni pogon. Iako je smanjena emisija štetnih plinova sveukupna učinkovitost PHEV-a ovisi o načinu dobivanja električne energije za punjenje vozila. Chevrolet Volt, Toyota Prius Plug-in i Opel Ampera su primjeri plug-in hibrida.
- Volt charging SC
- Opel Ampera 2011

| Stupanj hibridizacije | Start-stop sustav | Regenerativno kočenje Električni poticaj | Čisti električni pogon | Punjenje preko utičnice |
| --------------------- | ----------------- | ---------------------------------------- | ---------------------- | ----------------------- |
| Micro hibrid          | Da                | Ne                                       | Ne                     | Ne                      |
| Mild hibrid           | Da                | Da                                       | Ne                     | Ne                      |
| Full hibrid           | Da                | Da                                       | Da                     | Ne                      |
| Plug-in hibrid        | Da                | Da                                       | Da                     | Da                      |

## Ranija povijest
William H. Patton je 1889. predao zahtjev patentnom uredu za pogonski sustav koji je razvio kod prvog hibridnog električnog vozila. Sustav je zamišljen da pogoni tramvaje i male lokomotive. Motor SUI je pokretao generator koji je punio olovni akumulator, a elektromotor je s njim bio paralelno spojen. Prototip je napravljen 1889., a prvi tramvaj je pokrenut 1891. u mjestu Pullman, Illinois. Pravo na proizvodnju željezničkih vozila prodano je 1897. tvrtki Cedar Fallsu, Iowa.
Armstrong Phaeton je projektirao Harry E. Dey 1896., a izradila ga je tvrtka Armstrong Company of Bridgeport. Ovaj prvi hibridni električni automobil je bio inovativan na mnogo načina. Imao je jaki 6,5 litreni, dvocilindarski motor SUI, električni starter te mali generator za punjenje baterije, ali je koristio i energiju kočenja. Phaeton je također imao prvi poluautomatski prijenos. Motor mu je bio toliko jak da je moment stalno uništavao pogonske kotače.
Ferdinand Porsche je 1900., dok je bio zaposlen u Lohner Coach Factory, razvio Mixte, serijski hibrid koji se pojavio na Paris World Fairu iste godine. George Fischer je prodao u Englesku hibridne autobuse 1901., a Knight Neftal je 1902. proizveo hibrid za utrke.
Henri Pieper je 1905. predstavio hibridno vozilo s elektromotorom/generatorom, baterijama i malim motorom SUI. Vozilo je koristilo elektromotor za punjenje baterija prilikom normalnih uvjeta vožnje, a oba motora u pogonu za ubrzavanje ili vožnju uzbrdo. Woods Motor Vehicle, proizvođač električnih automobila, je 1915. proizveo Dual Power koji je imao četverocilindarski motor SUI i elektromotor. Ispod 24 km/h samo je elektromotor pogonio vozilo, uzimajući energiju iz baterija, a iznad te brzine palio se motor SUI koji je pomogao vozilu da dosegne maksimalnu brzinu od 56 km/h. Svega je 600 komada proizvedeno do 1918. zbog toga je bio komercijalni promašaj. Bio je jednostavno prespor za cijenu (2700$), a kompliciran za servisiranje. Američka vojska je 1928. testirala hibridne električne autobuse.
Za vrijeme Drugog svjetskog rata, Ferdinand Porsche je na temelju svoga iskustva s hibridnim pogonima pomagao u konstruiranju borbenih oklopnih vozila za nacističku Njemačku. Radilo se o nizu prototipova poput VK3001 (P), neuspješnog VK 4501 (P) (kanije je postao the Elefant uništavač tenkova), uključujući i najveći ikad prototip oklopnog borbenog vozila koji je bio 190 tona težak, Panzerkampfwagen Maus.   

## Vrste vozila

### Motocikli
E-Cycle Inc prozivodi serije motocikala s hibridnim sustavom (Diesel motor i EM) koji dosežu brzinu do 130 km/h. Peugeot HYmotion3 compressor je hibridni skuter s tri kotača i dva odvojena izvora snage. Stražnji kotač pogoni motor SUI s jednim cilindrom, a prednje kotače, svakog zasebno dva elektromotora. Do 10 km/h koriste se samo elektromotori radi smanjenja emisije CO2.
Tržište hibridnih električnih motocikala nije veliko iz razloga što je zahtjevno ukomponirati električne komponente i motor SUI na tako mali prostor. Cijela konstrukcija djeluje dosta nezgrapno. Postoje neke izvedbe s Wankelovim motorima jer je on ipak kompaktniji i manji nego konvencionalni motori SUI s klasičnim klipnim mehanizmom.

### Trkaći automobili
Proizvođači ovakvih vozila sve se teže prilagođavaju zakonima o emisijama štetnih plinova pa će se nova generacija temeljiti na hibridnim sustavima. Osim prednosti u vezi emisija, elektromotor proizvodi odmah dostupni okretni moment koji poboljšava performanse. Hibridni trkaći automobili su već vrlo uspješni, što se može vidjeti iz primjera Audi R18 i Porsche 919 koji su osvojili pretižnu utrku '24 sata Le Mansa' s hibridnom tehnologijom.

### Formula 1
Formula 1 je 2014. u svojim vozilima prešla s 2,4 L V8 motora na 1,6 L V6 motor s turbopunjačem, a broj okretaja po minuti je ograničen na 15 000. Formule s novim sustavom mogu postići brzine i do 360 km/h.

### Taxi
Sve više glavnih gradova u svijetu ima hibridna električna vozila među taksijima. Najviše ih ima u San Franciscu (čak 50%) i New Yorku (45%), ali i u Londonu, Tokiju, Syndeyu, Rimu, Parizu, Barceloni i Madridu. Prvi taksi u Sjevernoj Americi počeo je voziti 2001. u Vancouveru, a riječ je o Toyoti Prius. Jedan taksist u Austriji tvrdi da je prešao 1 000 000 km s Toyotom Prius i originalnim paketom baterija. Danas se uglavnom mijenjaju hibridni taksiji nakon prijeđenih oko 500 000 km.

### Kamioni
General Motors je 2003. predstavio hibridni elektrčni vojni lagani kamion opremljen Diesel motorom i elektromotorom s dva odvojena izvora snage. Lagani hibridni električni kamioni predstavljeni su 2004. s Mercedes Benz Sprinterom i Micro-Vett SPA. Sredinom 2005. Isuzu je predstavio japanskom tržištu Elf Diesel Hybrid Truck. 
Poznati proizvođači hibridnih električnih kamiona u svijetu su DAF Trucks, MAN SE, Nissan Motors i Renault Trucks.

### Lokomotive
U svibnju 2003. JR East je testirao takozvane New Energy (NE) vlakove koji su bili serijski hibridi s litij-ionskom baterijom namijenjeni za hladna područja. Diesel-električne lokomotive se ne smatraju uvijek HEV-ovima jer nemaju spremnik energije na sebi. Koriste kolektore za pokrivanje kratkih udaljenosti u tunelima gdje nemaju izvor električne energije. U tim slučajevima ih se bolje klasificira kao dual-mode vozila.

### Morska i druga vodena vozila
Veliki brodovi već imaju Diesel-EM sustav, a ugradnjom dodatnih baterija i kontorlne opreme mogu se napraviti dodatne uštede goriva te postaju okolišno prihvatljiviji. Proizvođači morskih i vodenih vozila su eCycle Inc i Solar Sailor Holdings.

### Zrakoplovi
Boeing tvrdi da je za podzvučne brzine hibridna tehnologija čisti pobjednik. Hibridni električni pogonski sustav ima potencijal da skrati udaljenost za polijetanje i samnji buku. AugustaWestland Project Zero je primjer hibridnog električnog zrakoplova. 
DA36 E-Star je Siemensov, Diamond Aircraftov i EADS-ov zrakoplov sa serijskim pogonskim sustavom. Propeler pokreće Siemensov 70 kW električni motor s kojim se smanjuje emisija plinova i do 25%. Električnu energiju omogućuje generator pogonjen malim Wankelovim rotacijskim motorom (30 kW) koji ima veliku snagu s obzirom na masu. Ovaj Wankelov motor je napravio veliki skok u industriji smanjivši masu aviona za 100 kg. DA36 E-Star je 2013. postao prvi zrakoplov koji je letio na serijski hibridni pogon.